# Asfaltator

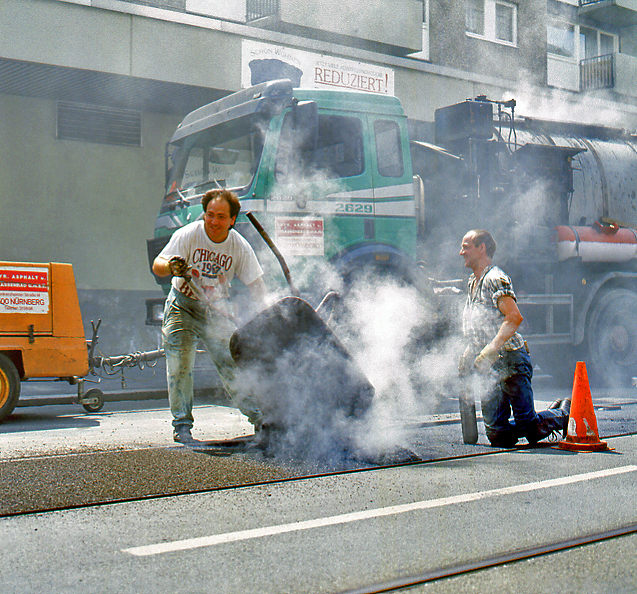
Asfaltator

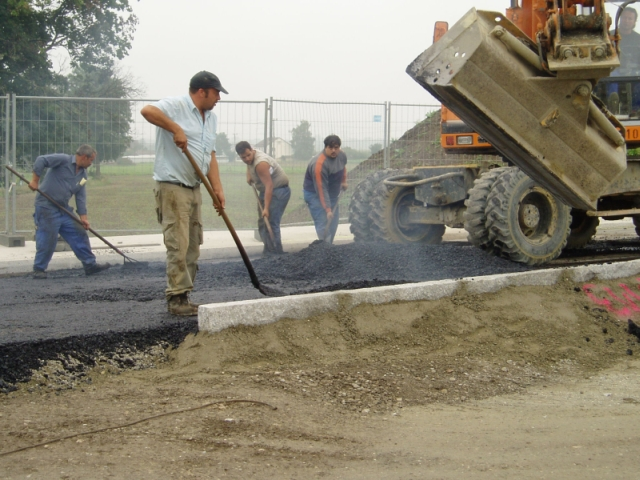
Asfaltator

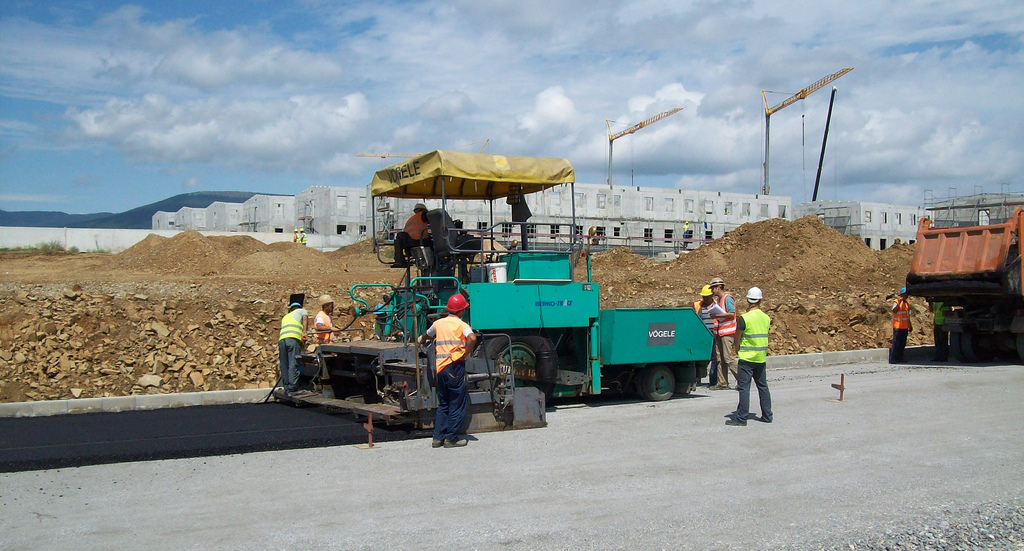
Asfaltator

Asfaltatorul sau asfaltorul este persoana a cărei meserie presupune desfășurarea unor activități specifice de pregătire a stratului suport și de așternere pe acesta a mixurilor asfaltice. Meseria este întâlnită cu precădere în domeniul construcțiilor de drumuri și șosele.
Un asfaltator se ocupă de:
- verificarea elementelor geometrice în plan și spațiu a stratului suport al drumului care urmează a fi executat (în caz de nevoie, face corecțiile necesare);

- pregătirea stratului suport, prin curățarea manuală sau mecanică a acestuia de praf, agregate dislocate din stratul anterior executat, în vederea amorsării cu emulsie bituminoasă cationică cu rupere rapidă;

- așternerea propriu-zisă (manuală sau mecanică) a stratului pregatit (asfaltatorul trebuie să urmărească respectarea cerințelor din documentația tehnică în ceea ce privește grosimea și uniformitatea stratului);

- compactarea mecanică a mixurilor asfaltice, executată în conformitate cu documentația tehnică;

- tratarea suprafețelor îmbrăcăminților asfaltice executate în perioada de după 1 octombrie sau pe sectoare de drum umbrite, prin protejarea cu un strat de bitum și răspândire de nisip de concasaj, sau cu un strat de emulsie bituminoasă cationică cu rupere rapidă, și răspândire de nisip de balastieră;

- măsurarea în permanență a cotelor și dimensiunilor geometrice ale straturilor asfaltice așternute;

- soluționarea problemelor tehnice de orice tip apărute în timpul execuției și în timpul exploatării îmbrăcăminților executate din mixuri de asfalt.